# Princípio de Pascal

O macaco hidráulico é um tipo de elevador hidráulico, cujo mecanismo fundamenta-se no princípio de Pascal.

O Princípio de Pascal é o princípio físico elaborado pelo físico e matemático francês Blaise Pascal (1623-1662), que estabelece que a pressão aplicada num ponto de um fluido em repouso transmite-se integralmente a todos os pontos do fluido.

## Definição
O princípio de pascal  pode ser definido como a diferença de pressão como consequência da diferença na elevação de uma coluna de fluido. Sendo representado por:
{\displaystyle \Delta P=\rho g(\Delta h)\,}
onde, usando o Sistema Internacional de unidades,
ΔP é a pressão hidrostática (em pascal), ou a diferença de pressão entre dois pontos da coluna de fluido, devido ao peso do fluido;
{\displaystyle \rho } é a densidade do fluido (em quilogramas por metro cúbico);
{\displaystyle g} é aceleração da gravidade da Terra ao nível do mar (em metros por segundo ao quadrado);
Δh é a altura do fluido acima (em metros), ou a diferença entre dois pontos da coluna de fluido.
Podendo, ainda, ser expressa como
{\displaystyle P=P_{0}+\rho g\Delta h}

## Explicação

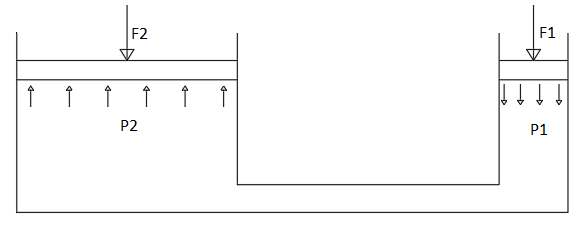
A figura representa uma prensa hidráulica, na qual a força é aplicada em uma área gerando uma pressão

Ao observar a imagem da prensa hidráulica, podemos considerar que uma força {\displaystyle F_{1}} é aplicada no pistão da direita (de área {\displaystyle A_{1}}) gerando uma pressão {\displaystyle P_{1}}. Como o princípio de Pascal descreve, a pressão será transmitida integralmente pelo liquido gerando assim uma pressão {\displaystyle P_{2}}no pistão esquerdo, equivalente a {\displaystyle P_{1}}. Ou seja {\displaystyle P_{1}=P_{2}}.
Se considerarmos que {\displaystyle F_{1}}= 50 N e que  a área do pistão da esquerda é dez vezes maior do que a da direita ({\displaystyle A_{2}=10A_{1}}) teremos uma força  {\displaystyle F_{2}}de 500 N.
Dessa maneira podemos afirmar que por meio desse dispositivo, a força não só será transmitida, como também será ampliada. Esses princípios servem como base para diversas aplicações em nosso cotidiano.
O princípio de Pascal está subjacente ao funcionamento da prensa hidráulica, sendo que esta não viola a conservação de energia, uma vez que a distância total movida diminui para compensar o aumento da força. Ou seja, quando o menor pistão (da direita) é movido uma distancia para baixo, o pistão maior (da esquerda) será movido apenas uma fração desse valor para cima. De modo que a força de entrada multiplicada pela distância movida pelo pistão menor é igual à força de saída multiplicada pela distância movida pelo pistão maior. 

## Aplicações

Um esquema ilustrando melhor o funcionamento dos componentes de um sistema hidráulico de freio a disco. Nele, o princípio de Pascal é utilizado para amplificar a força de brecagem.

Conforme mencionado anteriormente, a equação acima descreve que o acréscimo de pressão produzido num líquido em equilíbrio transmite-se integralmente a todos os pontos do líquido. Assim, depreende-se que o princípio (ou lei) de Pascal serve como base para o funcionamento de diversas máquinas e mecanismos hidráulicos como: 
- macaco hidráulico
- prensas hidráulicas
- elevadores hidráulicos
- freio a disco
- direções hidráulicas
- amortecedores hidráulicos

Entretanto, suas aplicações não se limitam apenas a máquinas e mecanismos provenientes da engenharia mecânica, abrangendo áreas muito distintas do conhecimento, como:
- determinação do alcance de minas subaquáticas, uma vez que o deslocamento de água gerado por sua explosão traduz-se numa pressão que se mantém constante ao longo de uma região esférica (assinatura sísmica);[2]
- caixas d'águas, barragens e poços artesianos;
- praticantes de mergulho autônomo que fazem uso de scuba também devem entender este princípio. Pois a uma profundidade de 10 metros debaixo d'água a pressão é o dobro da pressão atmosférica ao nível do mar e aumenta em 100 kPa para cada 10 metros submergidos;[3]
- um dos aparelhos utilizados para aferir a pressão arterial em humanos é o esfigmomanômetro, cujo relógio medidor, que mostra os resultados, funciona seguindo o princípio por meio da fórmula (já citada acima): {\displaystyle P=Pref+\rho gh}.[4]

## Fórmulas
Tendo em vista os conceitos já definidos, e sabendo que, de acordo com a lei de pascal, a pressão é transmitida de maneira uniforme dizemos que
{\displaystyle P_{1}=P_{2}}
{\displaystyle P_{0}+\rho _{1}gh_{1}=P_{0}+\rho _{2}gh_{2}}
ou ainda, 
{\displaystyle \rho _{1}h=\rho _{2}h}
Sabendo que pressão{\displaystyle {\bigl (}P{\bigr )}} pode ser definida como sendo a força {\displaystyle {\bigl (}F{\bigr )}} sobre a área total onde ela é aplicada {\displaystyle {\bigl (}A{\bigr )}}, temos que
{\displaystyle {\frac {F_{1}}{A_{1}}}={\frac {F_{2}}{A_{2}}}}
{\displaystyle {\frac {F_{2}}{F_{1}}}={\frac {A_{2}}{A_{1}}}}